# Фрідріх Людвіг Геденберг
Фрідріх Людвіг Геденберг, Геденберг Федір Федорович (Friedrich Ludwig Hedenberg) — шведський хімік, медик, геолог.

## Життєпис
Фрідріх Людвіг Геденберг — уродженець острова Дагена, середню освіту здобув в Ревельській гімназії, потім вступив учнем в аптеку; пропрацювавши в ній кілька років, поступив в Дерптський університет, де в 1815 р. був удостоєний ступеня доктора медицини при представленні дисертації: «De differentia et similitudinibus hipochondriae et hysteriae» (Dorpati, 1815, 8 °). Пізніше переїхав до С.-Петербурга.

## Відомі праці
- «Sühnungsopfer (Erster Gesang eines lyrischen Gedichts, bestehend aus 1 754 Versen) von D-r F … H …» (St.-Pet., 1819, 8 °, maj).
- Recke und Napierski, «Allgemeines Schriftsteller und Gelehrten-Lexikon der Provinzen Livland, Estland und Curland».

Його ім'ям названо мінерал Геденбергіт. 